# Drużynowe Mistrzostwa Europy Juniorów na Żużlu 2016
Drużynowe Mistrzostwa Europy Juniorów na Żużlu 2016 – zawody żużlowe, mające na celu wyłonienie medalistów drużynowych mistrzostw Europy juniorów w sezonie 2016. Rozegrano jeden półfinał oraz finał, w którym zwyciężyli reprezentanci Polski.

## Finał
- Stralsund, 28 sierpnia 2016
- sędzia zawodów: Aleksander Latosiński

| Msc |                                                                                    | Drużyna / Zawodnik                                        | Biegi        | Punkty |
| --- | ---------------------------------------------------------------------------------- | --------------------------------------------------------- | ------------ | ------ |
| 1   |                                                                                    | Polska                                                    | Polska       | 46     |
| 1   | Dominik Kubera Bartosz Smektała Kacper Woryna Daniel Kaczmarek Rafał Karczmarz     | (3,3,1,3,0) (3,3,3,2,3) (1,3,3,3,3) (0,–,–,–,–) (1,3,3,2) | 10 14 13 0 9 |        |
| 2   |                                                                                    | Dania                                                     | Dania        | 35     |
| 2   | Kasper Andersen Jonas Jeppesen Frederik Jakobsen Mikkel B. Andersen Andreas Lyager | (2,–,2,0,d) (1,t,–,3,2) (3,2,1,–,3) (3,2,2,1,–) (2,2,2,2) | 4 6 9 8 8    |        |
| 3   |                                                                                    | Niemcy                                                    | Niemcy       | 25     |
| 3   | Dominik Moeser Michael Haertel Daniel Spiller Lukas Fienhage Erik Riss             | (2,1,2,2,0) (2,0,–,1,3) (2,1,w,–,1) (1,–,1,2,1) (0,3,0)   | 7 6 4 5 3    |        |
| 4   |                                                                                    | Szwecja                                                   | Szwecja      | 14     |
| 4   | Kenny Wennerstam Filip Hjlemland Alex Johansson Joel Andersson Joel Kling          | (0,0,–,1,1) (1,1,1,0,1) (0,2,–,1,2) (0,3,0,d,d) (d,w)     | 2 4 5 3 0    |        |

Bieg po biegu:
1. M. Andersen, Moeser, Hjlemland, Kaczmarek
2. Jakobsen, Haertel, Woryna, Wennerstam
3. Smektała, K. Andersen, Fienhage, Johansson
4. Kubera, Spiller, Jeppesen, Andersson
5. Andersson, Lyager, Karczmarz, Haertel
6. Woryna, Johansson, Moeser, Jeppesen (t)
7. Smektała, M. Andersen, Spiller, Wennerstam
8. Kubera, Jakobsen, Hjlemland, Riss
9. Karczmarz, Lyager, Fienhage, Kling (d/start)
10. Woryna, K. Andersen, Hjlemland, Spiller (w/u)
11. Smektała, Moeser, Jakobsen, Andersson
12. Riss, M. Andersen, Kubera, Kling (w/su)
13. Woryna, Fienhage, M. Andersen, Andersson (d2)
14. Karczmarz, Lyager, Johansson, Riss
15. Jeppesen, Smektała, Haertel, Hjlemland
16. Kubera, Moeser, Wennerstam, K. Andersen
17. Haertel, Karczmarz, Wennerstam, K. Andersen (d4)
18. Woryna, Jeppesen, Spiller, Andersson (d2)
19. Jakobsen, Johansson, Fienhage, Kubera
20. Smektała, Lyager, Hjlemland, Moeser